# بورسي
بورسي، (بالإنجليزية: Burcei)‏، هي بلدية في مقاطعة جنوب سردينيا في منطقة سردينيا الإيطالية، وتقع على بعد حوالي 25 كيلومترا (16 ميل) شمال شرق كالياري.

## السكان
في سنة 1861 بلغ عدد السكان 853 نسمة، وتطور العدد ليصل في سنة 2011 لـ 2٬896 نسمة.
يظهر هذا المخطط البياني تطور النمو السكاني لـ بورسي